# Jama Masjid
La Masjid-i Jahān-Numā (in lingua persiana مسجدِ جهان نما), più comunemente nota come Jama Masjid (nome in lingua hindi जामा मस्जिद; in lingua urdu جامع مسجد), è una moschea che si trova a Delhi (India) ed è in particolare la principale moschea dell'antica Delhi.
Commissionata dall'imperatore Moghul Shah Jahan, è tra le più famose moschee dell'India. La sua costruzione è iniziata nel 1650 e fu completata nel 1656. La costruzione avvenne sotto la supervisione di Allami Said Khan e Fazl Khan; circa 5.000 artigiani furono coinvolti nei lavori. L'edificio si trova presso Chawri Bazar, strada centrale di Old Delhi.
Il nome Jama Masjid si riferisce al momento del Jumuʿa, ossia alla preghiera che viene effettuata il venerdì a mezzogiorno, mentre il termine Masjid può essere tradotto come "congregazione". Il cortile della moschea può contenere fino a 25 000 fedeli. La moschea ospita anche numerosi reperti tra cui una copia antica del Corano scritta su pelle di cervo e il mausoleo del poeta Mohammad Sa'id Sarmad.

## Architettura
La Jama Masjid sorge sul lato ovest di un cortile murato, accessibile tramite una scalinata che sale da tre lati e tre portali a due piani. Il nucleo dell'edificio è costituito da mattoni cotti in loco, rivestiti essenzialmente con lastre di arenaria rossa del Rajasthan. La facciata è in parte rivestita di marmo bianco con iscrizioni persiane. La porta orientale, la più grande, era un tempo riservata all'imperatore Moghul. Tre cupole bianche a forma di cipolla con strisce nere verticali, di cui quella centrale sovrasta le altre, chiudono la moschea. Anche le cupole sono in marmo bianco, le strisce in marmo nero. La parete della qibla con la nicchia di preghiera (mihrab) della sala di preghiera sostenuta da 260 colonne è rivolta verso la Mecca a ovest.
Il cortile quasi quadrato (sahn), con lati di circa 90 m ciascuno, può ospitare più di 25.000 fedeli; è fiancheggiato da arcate laterali (riwaq). Al centro si trova un bacino d'acqua per la purificazione (wudū') prescritta dal Corano prima della preghiera.
La facciata della moschea è completamente simmetrica: l'alto portale centrale a forma di iwan è affiancato su entrambi i lati da cinque arcate, alla fine di ognuna delle quali si erge un minareto alto circa 40 metri. Ognuno dei due minareti è coronato da un padiglione in miniatura aperto su dodici lati (chhatri).

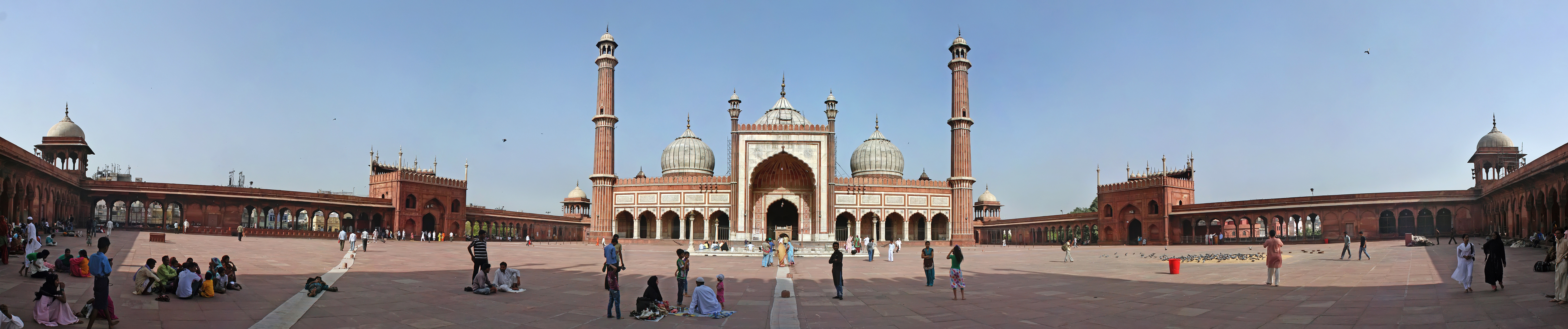
Vista panoramica del cortile, della sala di preghiera e dei portali laterali con le arcate adiacenti